# تفلق ريجواي
مرعة ريدجواي (الاسم العلمي: Rallus obsoletus) (بالإنجليزية: Ridgway's rail)‏ هي نوع من الطيور تتبع جنس المرعة من فصيلة المرعات.